# آی رودوند
آی رودوند (به لاتین: I Rodond) یک کوه در سوئیس است که در کانتون گراوبوندن قرار دارد. آی رودوند ۲٬۸۳۰ متر بالاتر از سطح دریا واقع شده است.